# Isodaphne
Isodaphne is een geslacht van weekdieren uit de klasse van de Gastropoda (slakken).

## Soorten
- Isodaphne albolineata Kilburn, 1977
- Isodaphne garrardi Laseron, 1954
- Isodaphne perfragilis (Schepman, 1913)